# Steenwerck
Steenwerck (niederländisch Steenwerk) ist eine französische Gemeinde mit 3474 Einwohnern (Stand: 1. Januar 2022) im Département Nord in der Region Hauts-de-France. Sie gehört zum Arrondissement Dunkerque und ist Mitglied im Gemeindeverband Cœur de Flandre Agglo. Die Bewohner werden Steenwerckois und Steenwerckoises genannt.

## Geografie

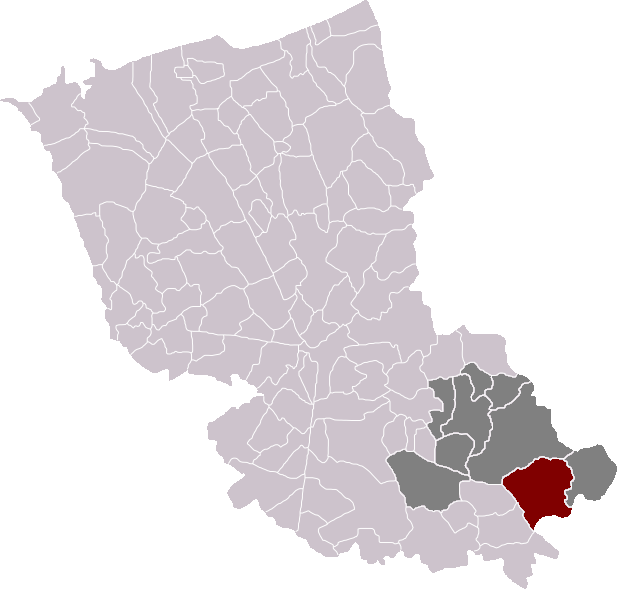
Lage von Steenwerck im Arrondissement Dunkerque

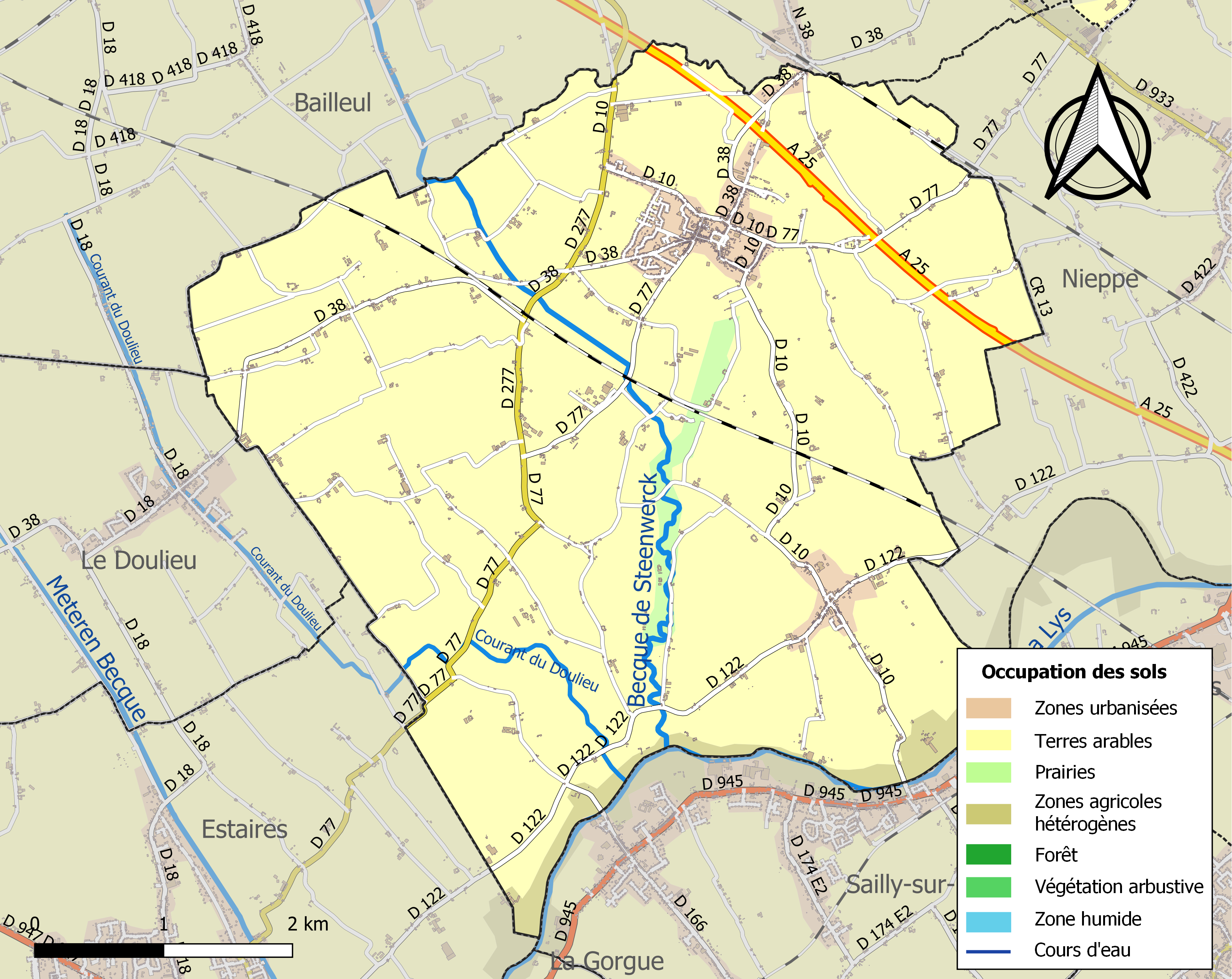
Bodennutzung, Hydrografie und Infrastruktur der Gemeinde (2018)

Steenwerck liegt in Französisch-Flandern etwa 47 Kilometer südsüdöstlich von Dünkirchen und etwa 22 Kilometer westnordwestlich von Lille in der Région naturelle Plaine de la Lys. Die Leie (französisch Lys) begrenzt die Gemeinde im Süden. Außerdem entwässert der Courant du Doulieu, das zeitweise trockenfallende Flüsschen Bitram, die Becque de Steenwerck, auch Grande Becque oder Stil Becque genannt, die Becque de la Halle und verschiedene kleinere Wasserläufe die Gemeinde. Das Zentrum liegt auf 17 m. Das Relief der Gemeinde weist keine größeren Erhebungen auf. Die minimalen Höhenwerte werden im Süden an der Leie mit rund 13 m gemessen.
Teile des Gebiets von Bailleul gehören zu den ZNIEFF-Naturzonen „Prairies inondables d’Erquinghem-lys“ (310013309), „Les Prés de la Lys à Estaires“ (310030040) und „Bocage alluvial de la Grande Becque à Steenbeck et Prés du Moulin Madame à Sailly-sur-la-Lys“.
Rund 96 % der Fläche der Gemeinde werden landwirtschaftlich genutzt, der Anteil bebauter Fläche beträgt etwa 4 % (Stand: 2018).
Umgeben wird Steenwerck von den Nachbargemeinden Bailleul im Norden, Nieppe im Nordosten, Erquinghem-Lys im Südosten, Sailly-sur-la-Lys im Süden, Estaires im Südwesten und Le Doulieu im Westen.

## Etymologie und Geschichte
Der Name der Gemeinde leitet sich aus den germanischen staina-giwirkja „Gewerk aus Stein“ ab. Formen waren in der Folge „Steniewerca“ und „Stenieuuerca“ (1119), „Estemwerch“ (1182), „Stenwerc“ (1183), „Stenwerch“ (1184), „Estenwerc“ (1192), „Stenwercke“ (1205), „Stainwerc“ (1215), „Estainwerc“ (1220), „Steniewerke“ (1144).
Im 12. Jahrhundert war die Becque, die das Dorf noch heute in der Mitte durchquert, schiffbar und ermöglichte die wirtschaftliche Entwicklung von Steenwerck, insbesondere durch den Gütertransport in die beiden größten umliegenden Städte, Armentières und Bailleul. Wie viele Nachbargemeinden wurde Steenwerck im Ersten Weltkrieg fast vollständig zerstört. Die vier in der Stadt vorhandenen Soldatenfriedhöfe, auf denen mehrere tausend Kämpfer aller Nationalitäten begraben sind, zeugen von der Heftigkeit der Kämpfe, insbesondere gegen Ende des Krieges. Während des Zweiten Weltkriegs erlebte das Dorf eine deutsche Besetzung, in der das Maison Decanter das Hauptquartier der Kommandantur war. Die Stadt wurde am 6. September 1944 von den britischen Truppen von Major Clayton Lee Bannister befreit.

## Bevölkerungsentwicklung
| Jahr                       | 1962 | 1968 | 1975 | 1982 | 1990 | 1999 | 2006 | 2013 | 2020 |
| Einwohner                  | 3051 | 3172 | 2990 | 3084 | 3085 | 3263 | 3414 | 3466 | 3606 |
| Quellen: Cassini und INSEE |      |      |      |      |      |      |      |      |      |

## Sehenswürdigkeiten
- Haus im neuflämischen Stil aus dem Jahr 1890, Fassade und Dach, die zur Straße gehen, sowie Gitter mit Pfeiler am Eingang sind seit 1980 als Monument historique eingeschrieben
- Maison Decanter
- Kirche Saint-Jean-Baptiste, 1923 nach den Zerstörungen des Ersten Weltkriegs neu gebaut
- Kirche Notre-Dame-des-Sept-Douleurs im Ortsteil Croix-du-Bac
- Mehrere Kapellen
- Vier Soldatenfriedhöfe: Croix-du-Bac British Cemetery, Le Grand Beaumart British Cemetery, Trois Arbres Cemetery und ein deutscher Soldatenfriedhof

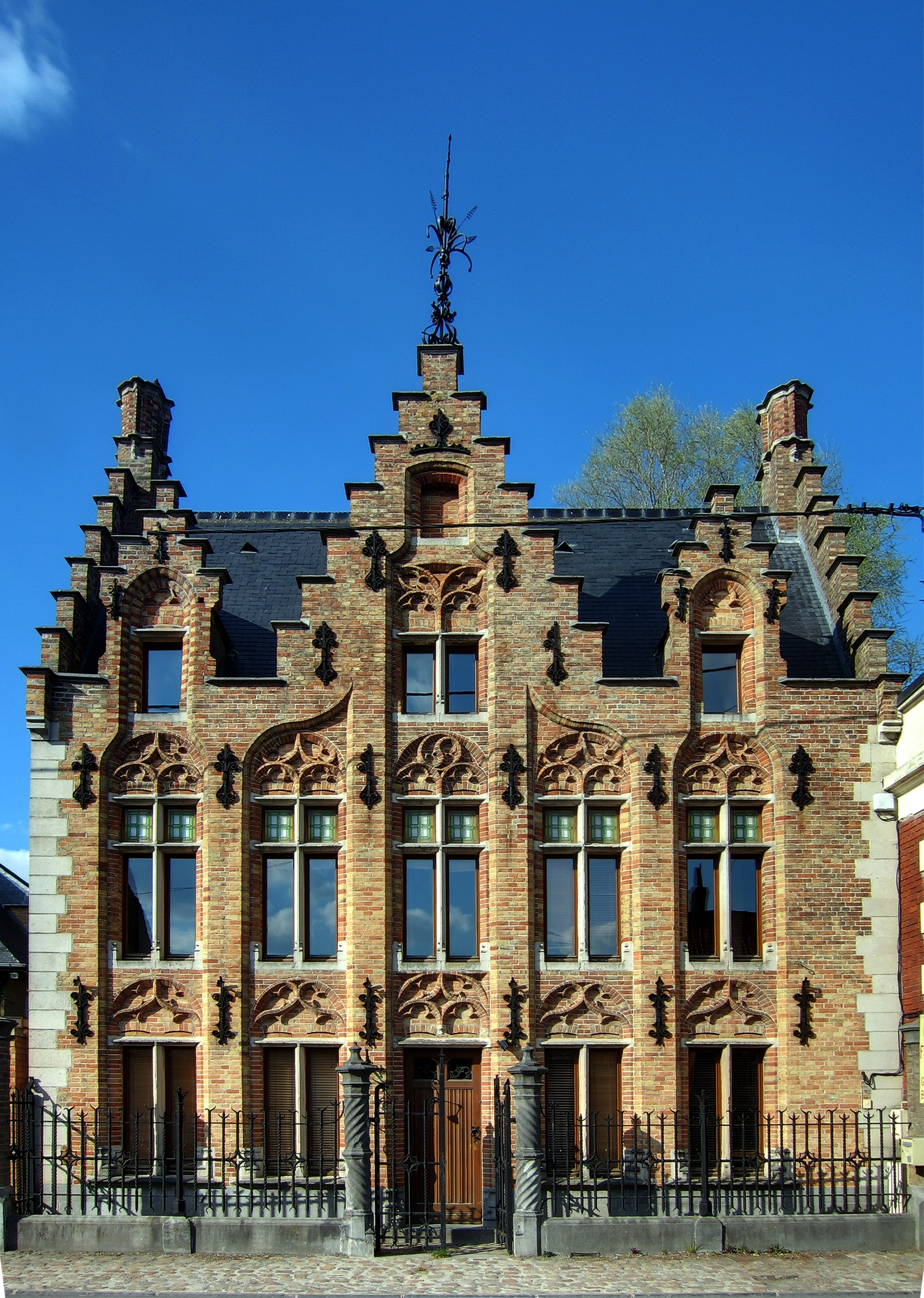
Haus im neuflämischen Stil
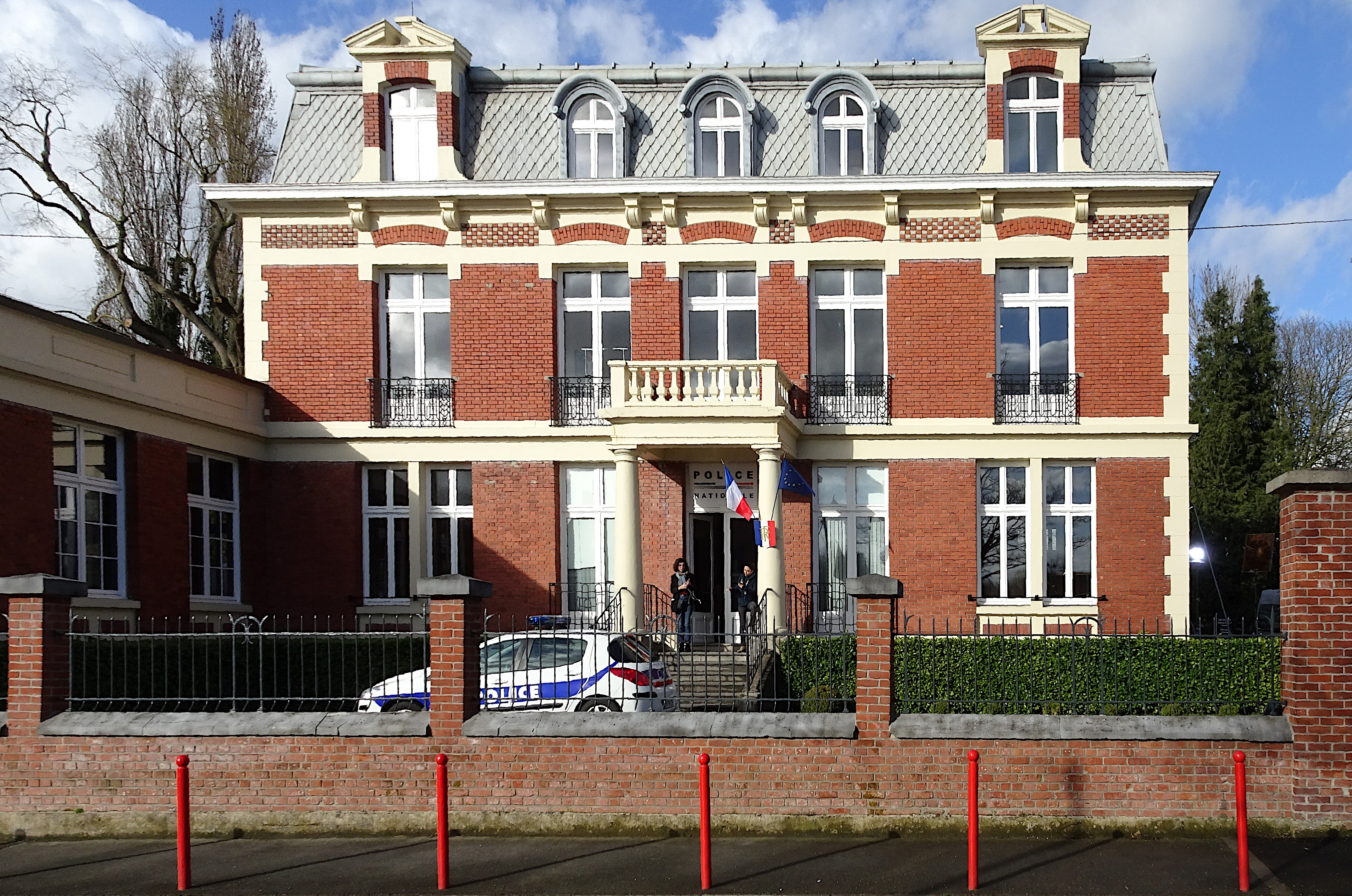
Maison Decanter
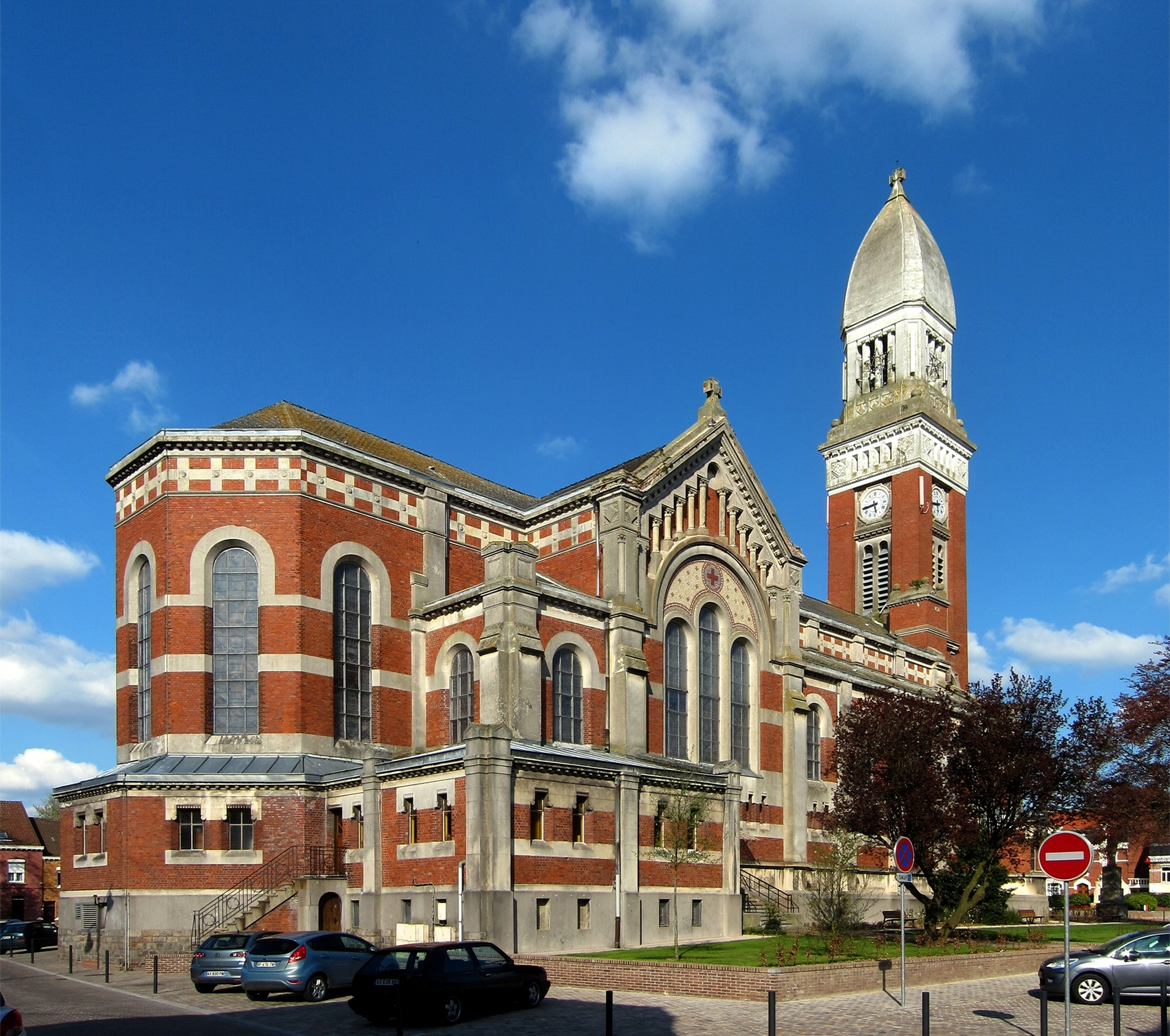
Kirche Saint-Jean-Baptiste
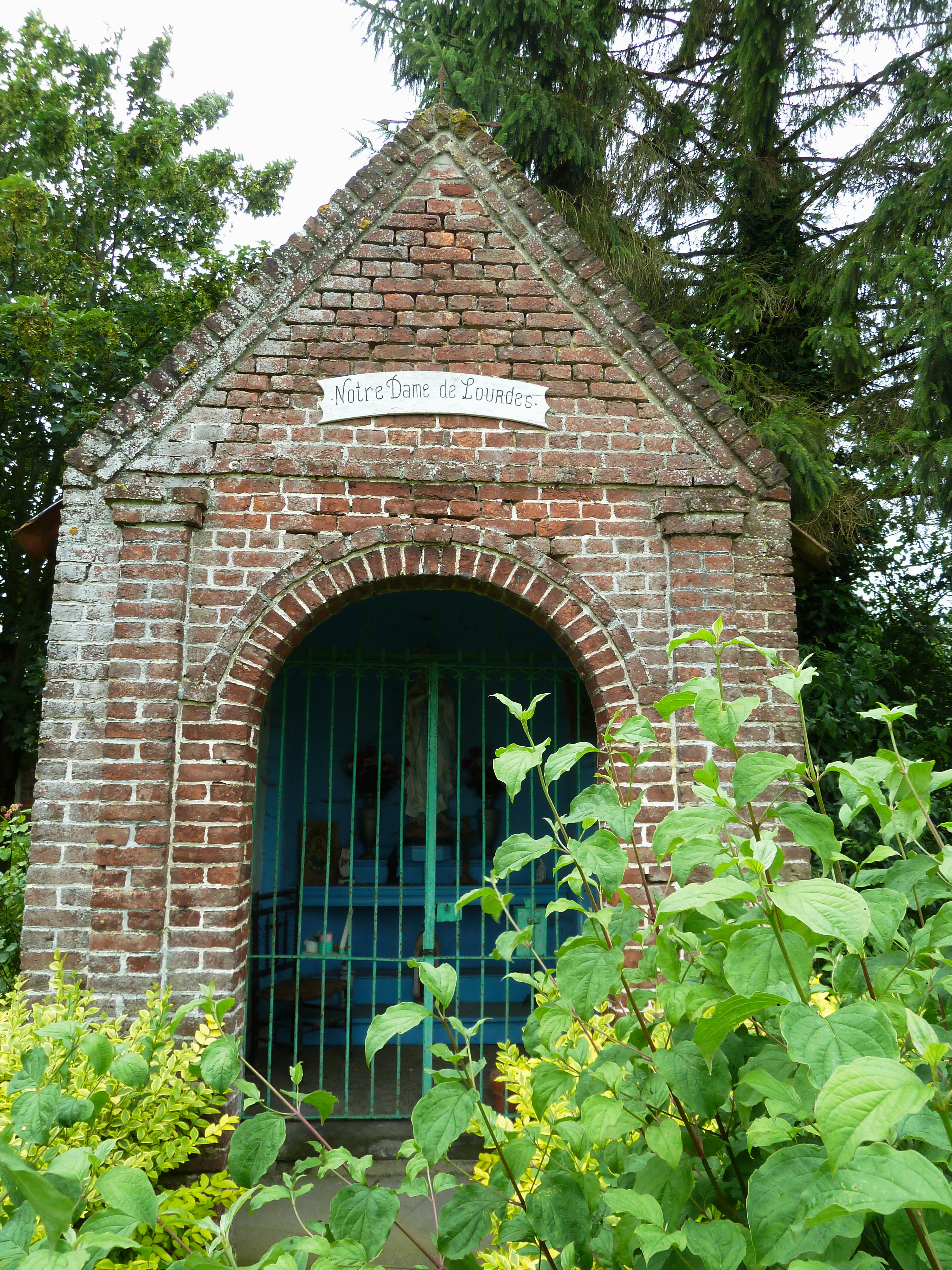
Kapelle Notre-Dame-de-Lourdes
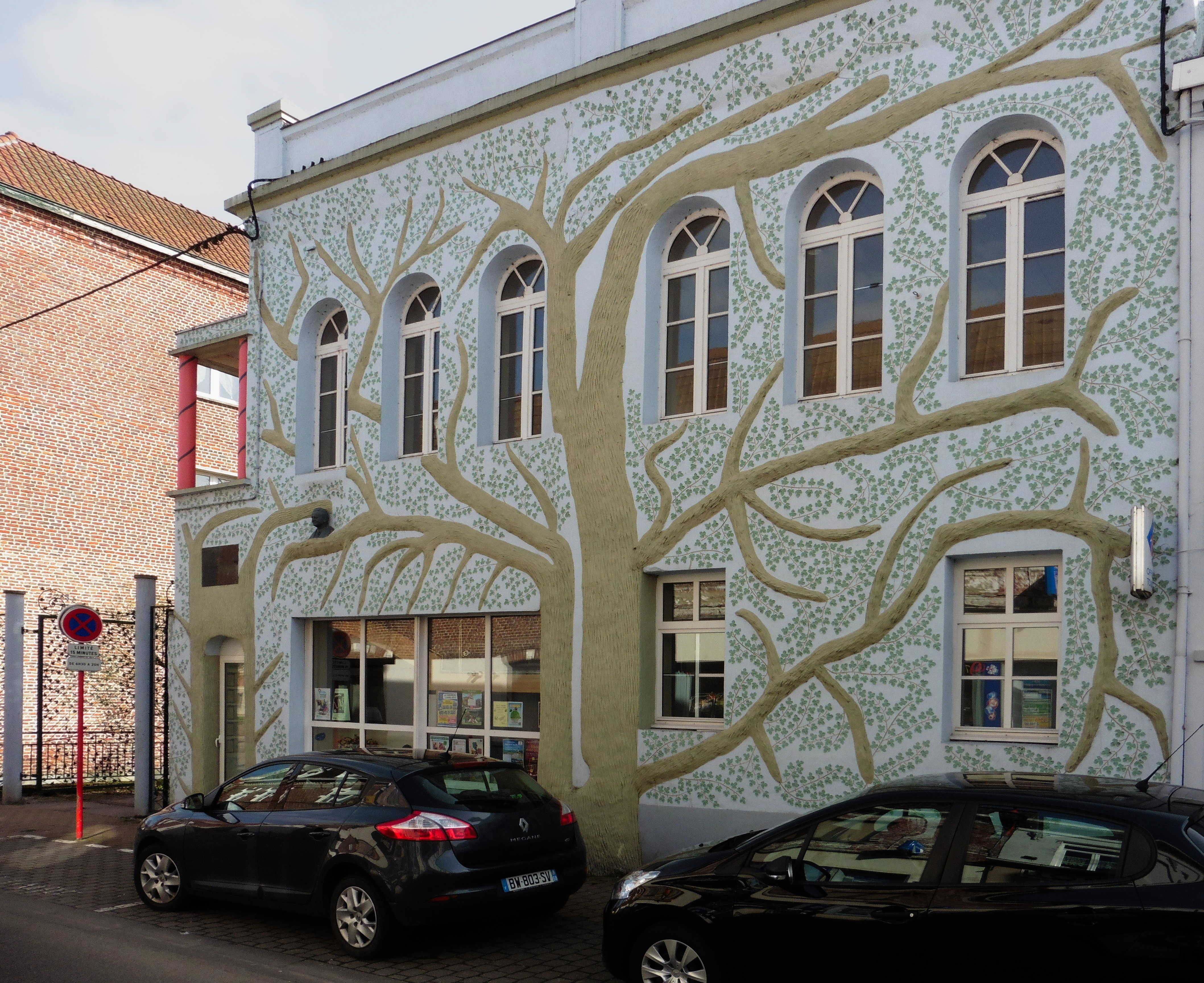
Tourismusbüro
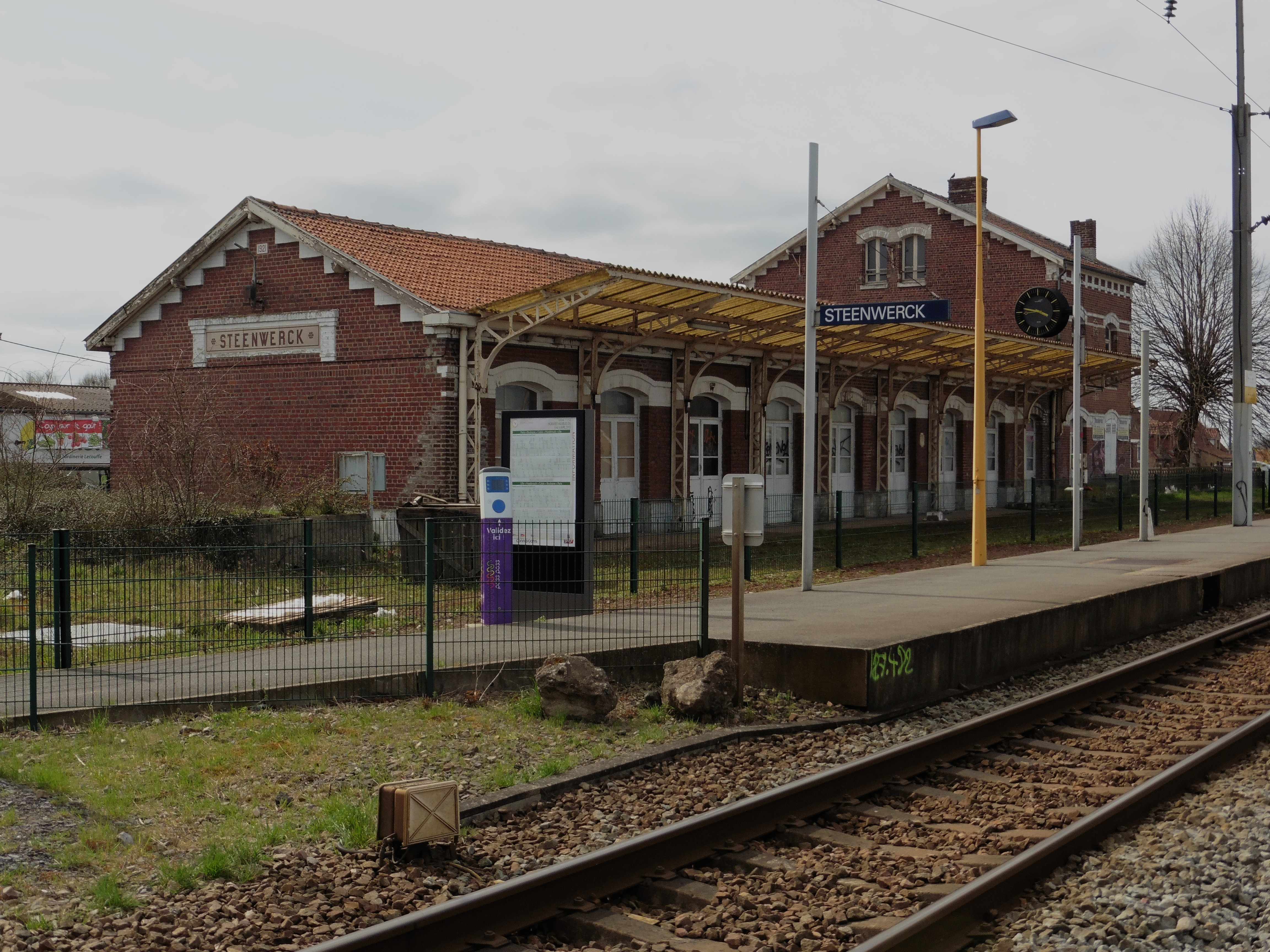
Haltepunkt
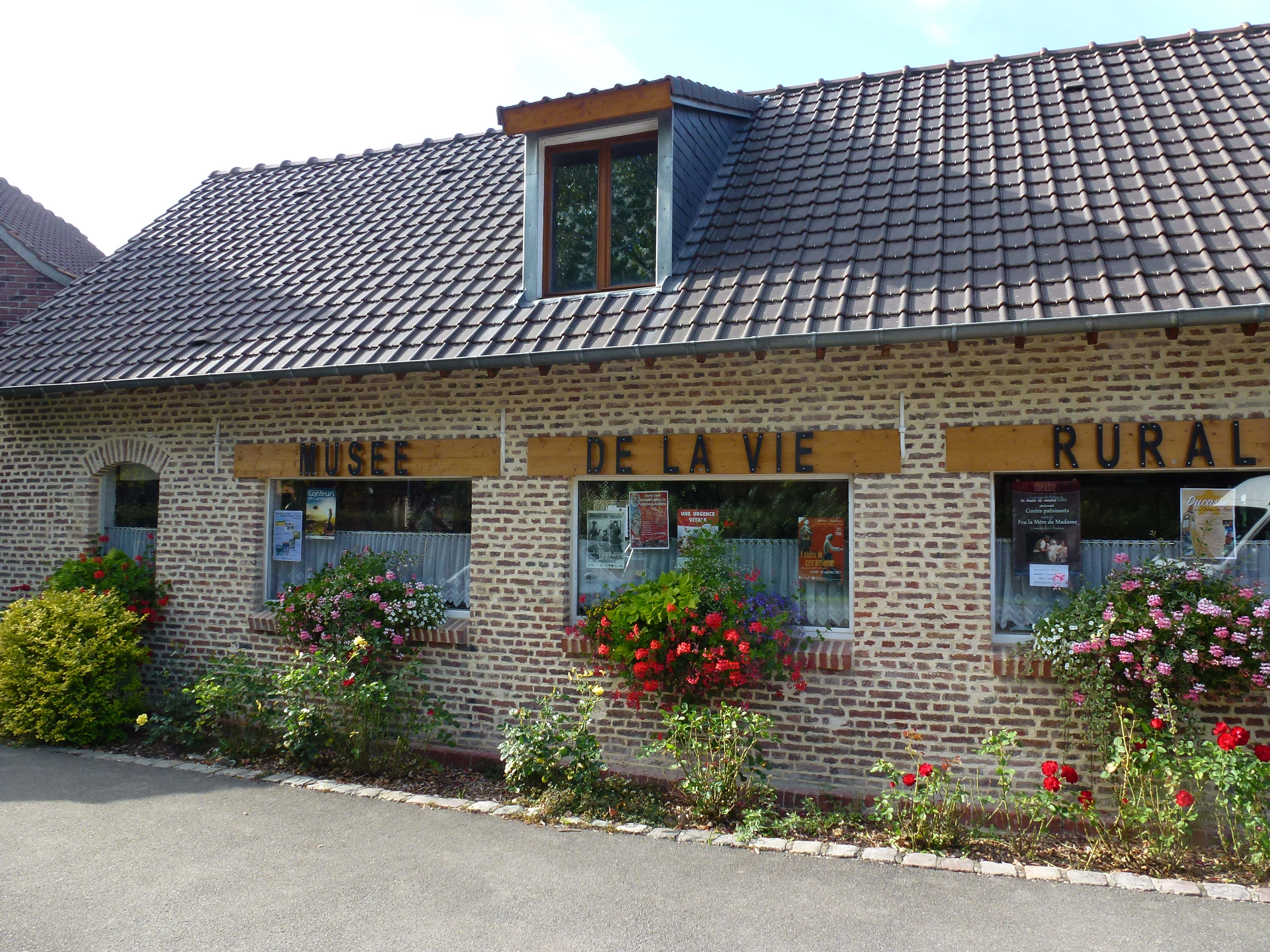
Heimatmuseum
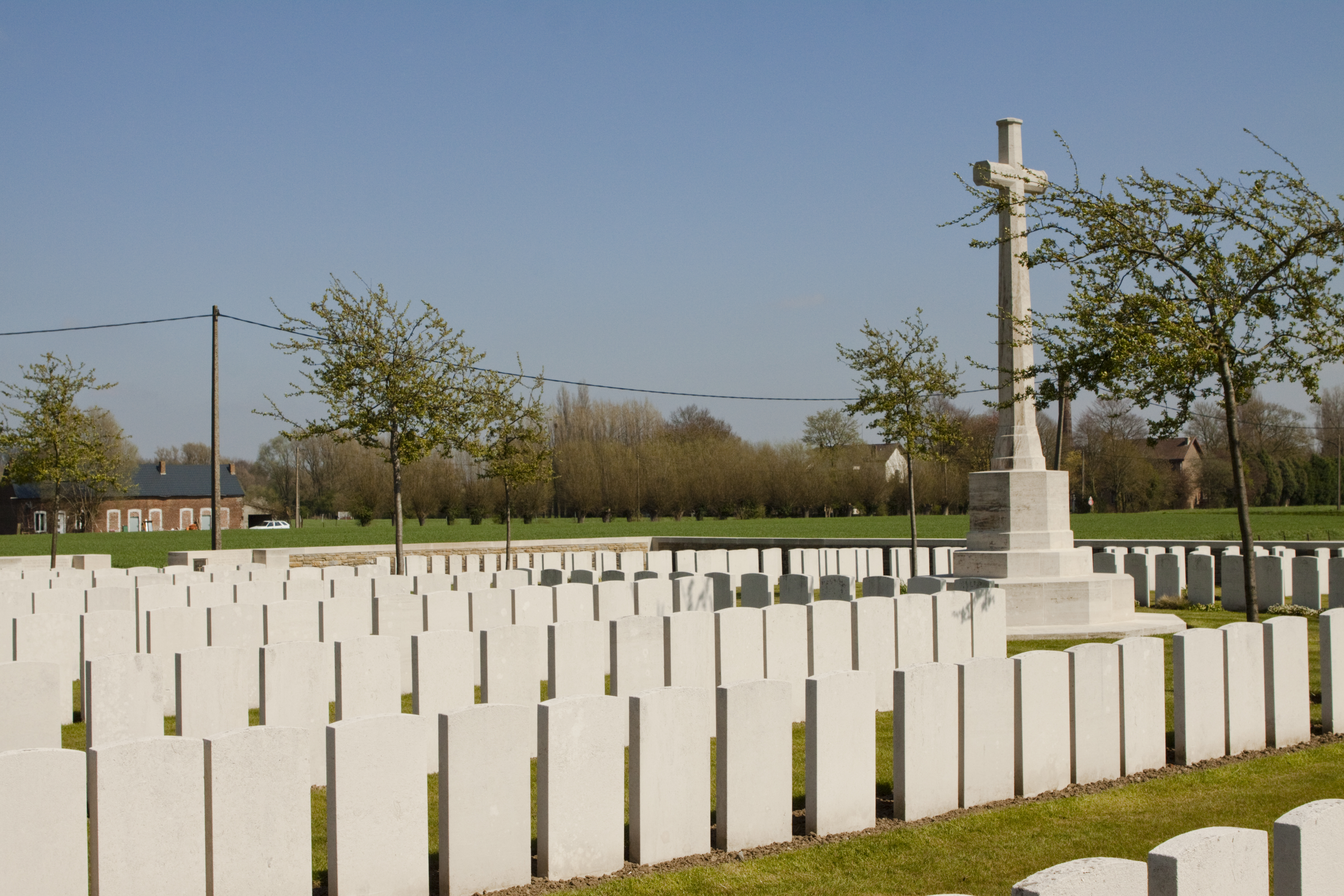
Commonwealth-Soldatenfriedhof Croix-du-Bac
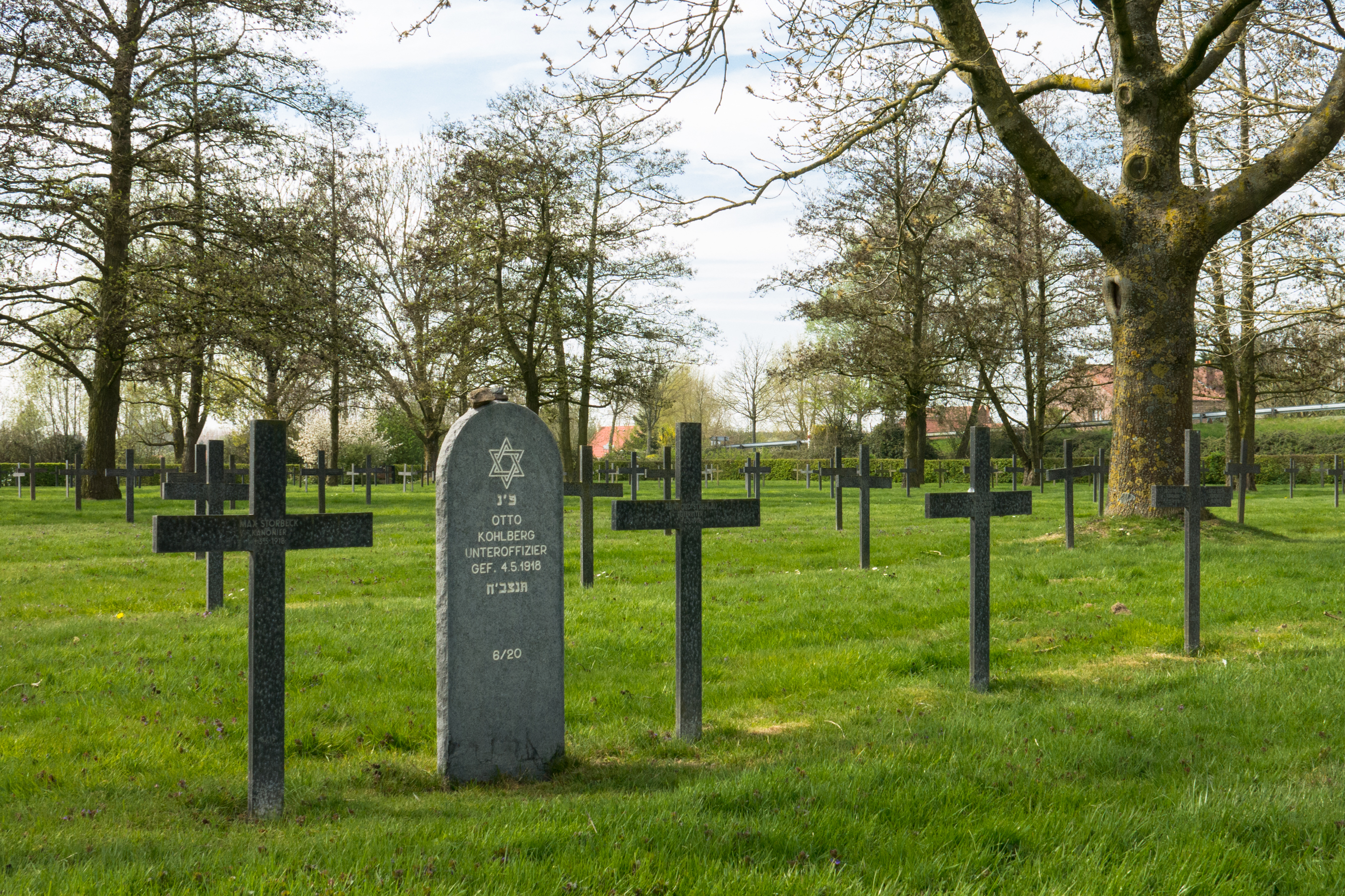
Deutscher Soldatenfriedhof
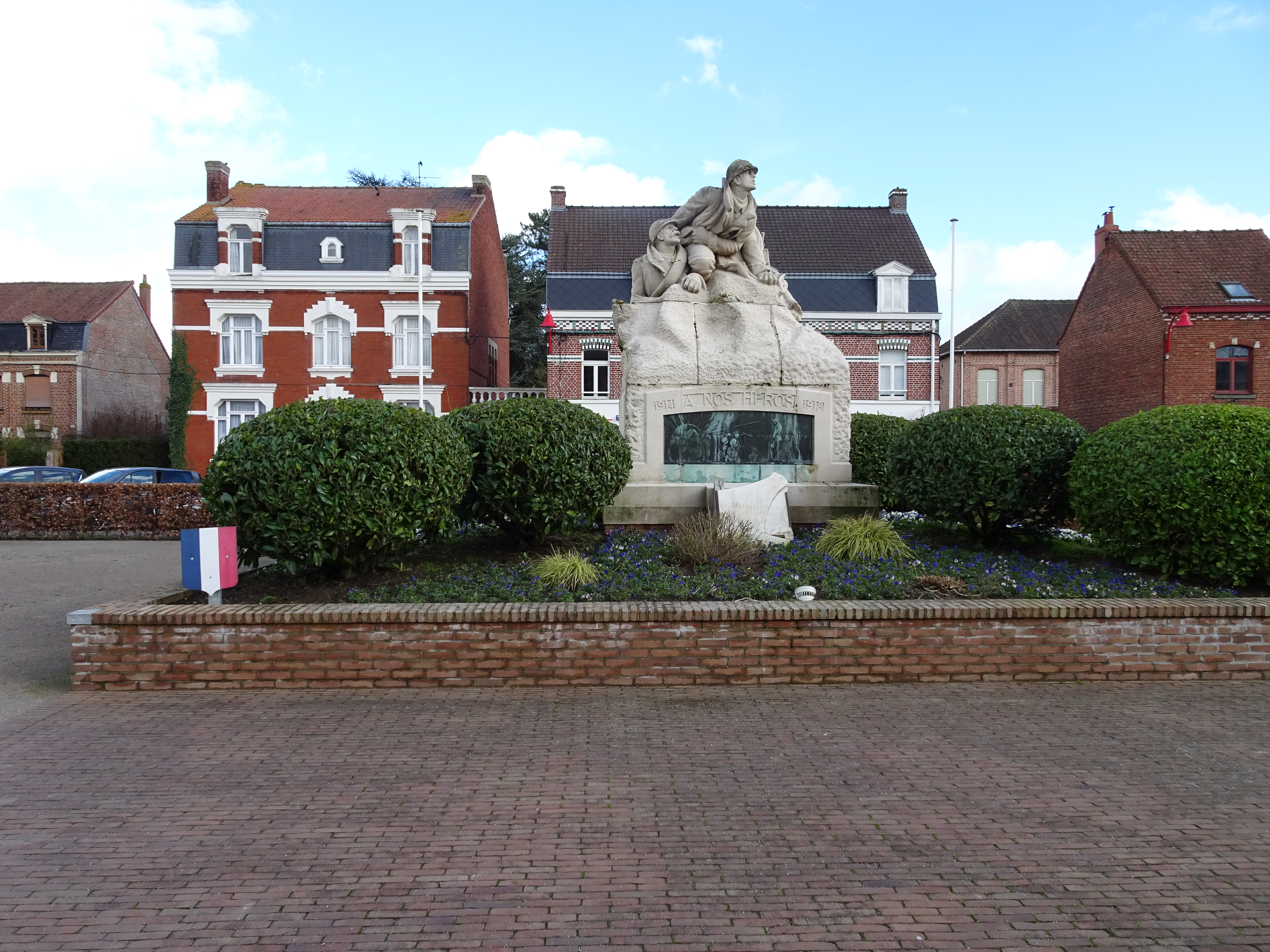
Gefallenendenkmal

## Verkehr
Die Autoroute A 25 von Lille nach Dünkirchen durchquert das nordöstliche Gemeindegebiet mit den Rastplätzen Aire de Repos de Steenwerck Ouest und Aire de Repos de Steenwerck Est, aber ohne Anschlussstelle. 
Die nachgeordneten Departementsstraßen D 10, D 38, D 77, D 122, D 277 und lokale Landstraßen verbinden das Zentrum mit den Weilern der Gemeinde und den Nachbargemeinden. Busse einer Linie der Transportgesellschaft Arc-en-Ciel des Départements Nord verbinden Steenwerck mit Godewaersvelde über Bailleul und mit Armentières.
Die Eisenbahn-Schnellfahrstrecke LGV Nord von Paris zum Eurotunnel durchquert das Gemeindegebiet ohne Haltepunkt. Steenwerck besitzt hingegen einen Haltepunkt an der Bahnstrecke Lille–Les Fontinettes auf dem Gebiet der Nachbargemeinde Bailleul kurz hinter der Gemeindegrenze. Er wird von Zügen einer Linie der TER Hauts-de-France bedient, die zwischen Hazebrouck und Lille verkehren.

## Städtepartnerschaft
Seit 1967 besteht eine Städtepartnerschaft mit dem westfälischen Hemer.